# カルロス・ガルシア・カンタレロ
カルロス・ガルシア・カンタレロ（Carlos García Cantarero、1961年11月4日 - ）は、スペイン・マドリード出身のサッカー指導者。2006年以降は主に中央アメリカに拠点を置くサッカークラブの監督を務めている。